# Last Men in Aleppo
Last Men in Aleppo (conocida en español como Los últimos hombres de Alepo) es un drama documental sirio de 2018, dirigida y escrita por Firas Fayyad, protagonizada por voluntarios anónimos. Ambientada en Alepo durante la ofensiva gubernamental contra los rebeldes de 2012 a 2016, la trama sigue a los miembros de la Defensa Civil Siria, conocidos como los «cascos blancos», que en sus intentos de rescatar a los civiles del fuego cruzado y los escombros se ven envuelto en uno de los sucesos más importantes de la guerra civil siria. El documental a la vez relata y destaca las vidas de tres fundadores de la defensa civil: Khaled Omar Harrah, Subhi Alhussen y Mahmoud que se encuentran en el dilema si quedarse en el país o huir al extranjero.

## Sinopsis
Las fuerzas gubernamentales leales al presidente Bashar al-Ásad inician la ofensiva militar para recuperar la ciudad de Alepo de los rebeldes, el poco entendimiento entre los dos bandos ocasionan una crisis humanitaria en la ciudad y sus alrededores de las que la Defensa Civil Siria intentará rescatar a todos los civiles que pueda, el radicalismo de ambas partes, la difícil relación entre los cascos blancos y las fuerzas gubernamentales y las pocas diferencias visibles entre opositores moderados de islamistas fundamentalistas significará un reto mayor para la labor de los voluntarios.

## Producción
La creación de la película fue dirigida por Firas Fayyad que se encontraba en el lugar de los hechos, recibieron apoyo económico desde países como Turquía o Dinamarca, se comenzó a rodar la fotografía principal en las ruinas de Alepo durante los últimos años de la ofensiva hasta la victoria gubernamental.

## Estreno
El documental se estrenó el 3 de mayo de 2017 en la ciudad europea de Copenhague (capital de Dinamarca) y en Siria solamente se estrenó en la ciudad de Idlib, ocupada por los rebeldes.

## Premios y nominaciones

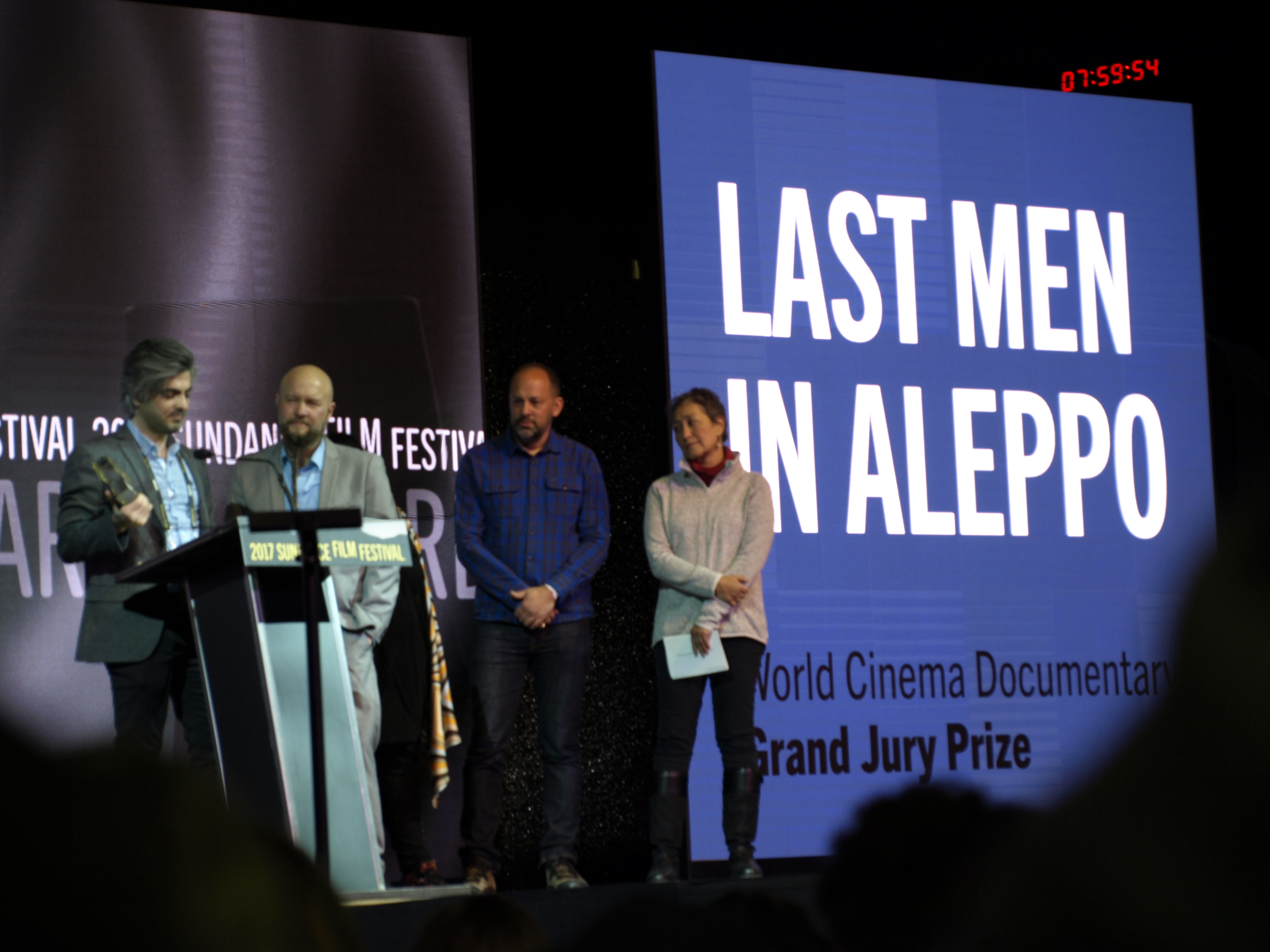
Premiación del documental en el Festival de Cine de Sundance (Estados Unidos) de 2017.

En 2017 la película ganó el Gran Premio del Documental Mundial en el Festival de Cine de Sundance, ese mismo año fue nominada en los Premios Independent Spirit y en 2018 participó en la competencia a la mejor película documental de los 90.º Premios Óscar.
| Premio                       | Categoría                          | Receptor           | Resultado | Ref(s) |
| ---------------------------- | ---------------------------------- | ------------------ | --------- | ------ |
| Festival de Cine de Sundance | Gran Premio del Documental Mundial | Last Men in Aleppo | Ganadora  | [ 5 ]  |
| Premios Independent Spirit   | Mejor Documental                   | Last Men in Aleppo | Nominada  | [ 6 ]  |
| Premio Óscar                 | Mejor largometraje documental      | Last Men in Aleppo | Nominada  | [ 7 ]  |